# Sinagoga sefardita di Belgrado
La sinagoga sefardita di Belgrado, ora scomparsa, era una delle maggiori sinagoghe di Belgrado, in Serbia. Costruita tra il 1905 e 1908 in stile neomoresco, fu distrutta dai bombardamenti del 1941 e demolita dopo la guerra.

## Storia
La sinagoga sefardita di Belgrado fu edificata nel quartiere di Dorćol per servire alle necessità della comunità ebraica sefardita, che costituiva l'80% delle migliaia di ebrei che allora vivevano in città. Non era la sola sinagoga sefardita nell'area di Belgrado ma la più grande e monumentale. La minoranza aschkenazita si riuniva separatamente e nel 1928 ebbe anch'essa una grande sinagoga monumentale, tuttora esistente.
La solenne cerimonia per la posa della prima pietra avvenne nel 1905; il carteggio portava la firma del re Pietro I di Serbia a testimonianza dell'importanza e del prestigio acquisiti dalla comunità ebraica locale. L'inaugurazione avvenne nel 1908.
L'architetto Milan Kapetanović disegnò un edificio neomoresco, secondo una moda allora molto diffusa nella costruzione delle sinagoghe. La facciata era tripartita, caratterizzata da una decorazione a strisce e da due torrioni laterali sormontati da grandi cupole moresche. L'interno a tre navate riprendeva lo schema classico di questo tipo di edifici con le gallerie appoggiate sulle navate laterali e l'arca santa sulla parete di fondo.
La sinagoga fu devastata dai bombardamenti aerei del 1941 e lasciata in rovina. La comunità stessa fu decimata dagli eccidi dell'Olocausto; dei 12 000 ebrei che vivevano in città prima della seconda guerra mondiale ne rimasero in vita solo poco più di mille. I superstiti, sefarditi e ashkenaziti, si ritrovarono insieme nella sinagoga aschkenazita di Belgrado, vandalizzata ma ancora integra. Riconsacrata nel dicembre 1944, essa è da allora divenuta il centro comune della vita degli ebrei della città.
La devastata sinagoga sefardita fu abbandonata, le sue rovine rimosse e in suo luogo fu costruito un museo, la Galleria degli affreschi (Галерија фресака, Galerija fresaka), aperta nel 1973 come sezione distaccata del Museo nazionale di Serbia. Una lapide sulla facciata del museo e alcune foto di archivio sono oggi le uniche memorie che restano della vecchia sinagoga, un tempo al centro della vita religiosa e culturale degli ebrei sefarditi belgradesi.